# Catch Me If You Can (singolo)
Catch Me If You Can è un singolo del girl group sudcoreano Girls' Generation, pubblicato il 10 aprile 2015. Il brano è inoltre stato pubblicato in giapponese.

## Tracce
Versione coreana
1. Catch Me If You Can - 3:45
2. Girls - 3:56

Versione giapponese
1. Catch Me If You Can (Giapponese) - 3:45
2. Girls - -3:57

## Classifiche
| Classifica (2015) | Posizione massima |
| ----------------- | ----------------- |
| Corea del Sud     | 19                |